# Tunay Kassa

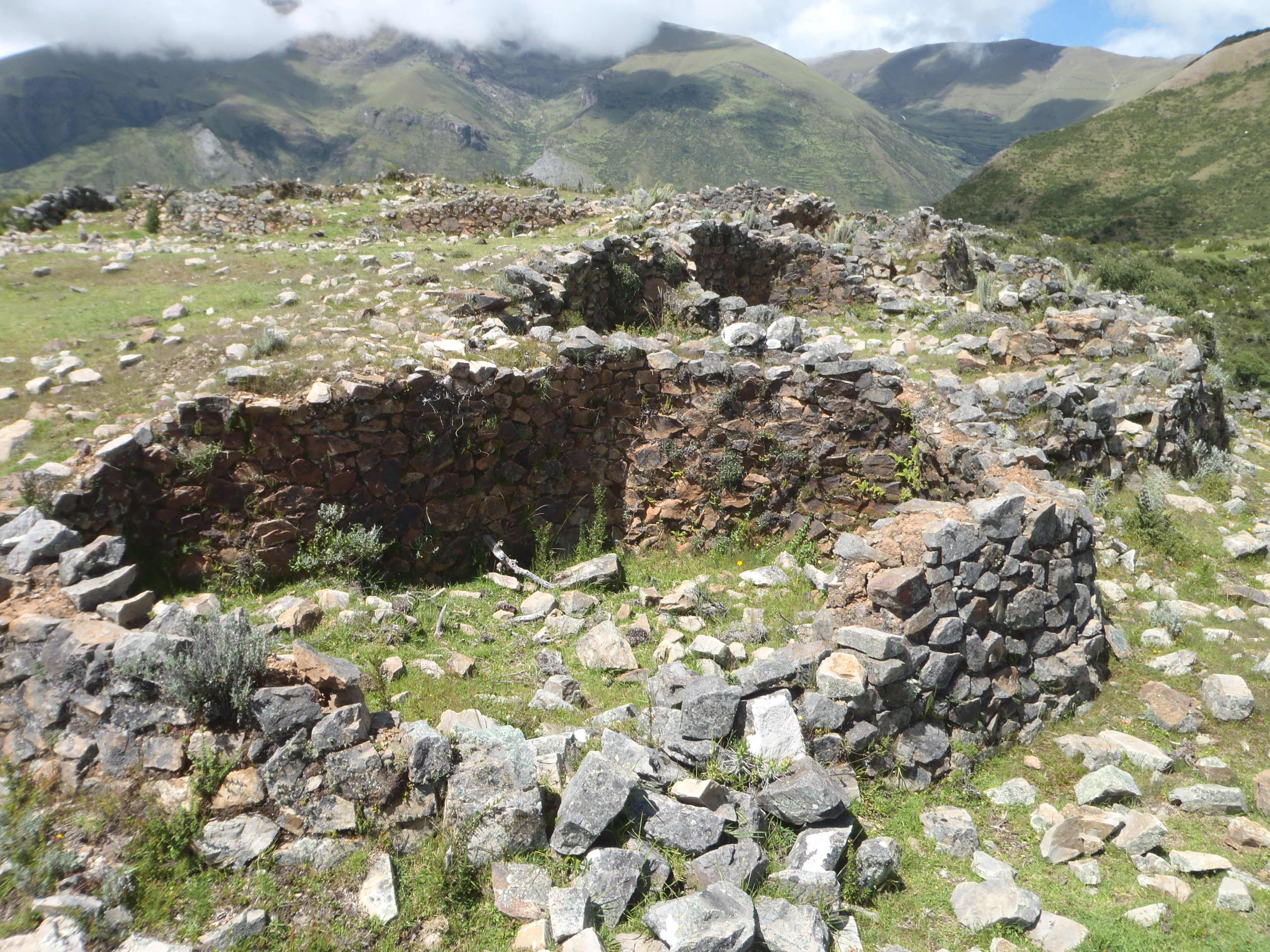
Maisons de Tunay Kassa

Situées au sommet de la montagne de Tunay Kassa, à 3 500 m d'altitude, à 4 km au sud-est de Yanaca, les ruines de Tunay Kassa sont les plus connues de Yanaca. Ces ruines montrent l'existence d'une ancienne ville assez importante. Tunay Kassa fait partie du groupe archéologique de Yanaca.
Sur plusieurs hectares, on peut noter la présence de centaines de maisons anciennes rectangulaires dont la superficie varie de 3 à 4 m2.
D'après l'importante quantité d'andin autour du village, on peut supposer que l'activité principale était l'agriculture.
On remarque aussi plusieurs places principales au sommet du village, ainsi qu'un lieu qui servait probablement comme lieu de rituels.
En recherchant quelque peu dans la terre, on trouve une quantité importante de morceaux d'argile et d'ossements.

## Histoire
Selon les recherches de Zuidemas, le peuple vivant à Tunay Kassa durant l'époque Inca appartenait à la noblesse impériale de l'empire inca, puisque vivait à cet endroit là Rimacvillca, le prêtre suprême de le l'ayllu. De plus, Yanaca avait une place importante dans le système des Ceques de Cuzco.
Voir plus de détails : Histoire de Yanaca